# Бо Сінцзянь
Бо Сінцзянь (*776 — †826) — китайський поет, письменник часів династії Тан.

## Життєпис
Походив з провінційного аристократичного роду Бо. Народився у м. Чженчжоу, округ Вейнань сучасної провінції Шеньсі. Був молодшим братом відомого поета Бо Цзюй-і. Навчався спочатку вдома. Згодом перебрався до столиці Чан'аня. У 805 році зараховується на державну службу. Виконує завдання у провінції Сичуані, Гуангджоу та Кореї.

## Творчість
У літературі підтримував «рух за повернення до давнини». Відомі його твори: «Повість про красуню Лі» або «Біографія Лі Ва» («Ли-ва джуань») та новела «Нариси про три сни» («Сан менг джі»), одним з дійових осіб якої є брат Сінцзяня — Бо Цзюй-і.
Бо Сінцзян був свого часу відомим поетом. Дотепер збереглася лише його поема для весілля «Ода великої радості союзу інь та янь, Неба й Землі».